# 王銲
王 銲（おう かん、? - 天宝11載（752年））は、唐代玄宗期の官僚。本貫は太原郡祁県。高宗期の名将の王方翼（王秉の曾孫）の孫。中書舎人の王瑨の子。兄は王錫、異母兄は王鉷。唐に対して謀反を図ったが、捕らえられ処刑された。

## 経歴
兄の王鉷とは腹違いであった（王鉷は庶子なので、あるいは正室の子の可能性もある）。凶悪で法を守らず、王鉷の栄達に常に憤懣を持っていたと伝えられる。
天宝9載（750年）、戸部郎中であった王銲は、王鉷とともに、術士の任海川を訪ねた。そこで、王銲は、「自分に天命がある人相があるか」ときいたと伝えられる。任海川は恐れて、逃亡したが、捕らえられて殺されている。
天宝10載（751年）、王銲は、長年親交のあった邢縡とともに謀反を図り、右龍武軍万騎を率いて、龍武将軍を殺し、長安の市街を焼き、楊国忠・李林甫・陳希烈らを殺害しようと企んだ。決行の2日前に事が漏れ、玄宗は王鉷に詰問をした。王銲は邢縡と同所にいたため、県尉の薛栄先と賈季隣が捕獲に派遣された。王銲が引き渡しを拒否したため、薛栄先と邢縡は、戦闘になった。
王鉷・楊国忠は、邢縡を討つことに決めたが、邢縡は王鉷の兵と戦うことを避けた。楊国忠はこれを聞いて怪しみ、邢縡は高力士の兵によって討たれ、その党の韋瑶らも捕らえられた。玄宗は、王鉷がこの計画を知らず、王銲が王鉷の富貴に嫉妬しておとしいれようとしたためと考え、王銲を不問にし、王鉷に罪を請わせようとさせたが、王鉷はそれを拒否した。
そのため、陳希烈・楊国忠が王鉷の謀反を告発した上で、彼らが王銲の詮議にあたった。王鉷が関連しているかを聞かれると、王銲は答えなかった。侍御史の裴冕が王鉷を守ろうと詰問すると、「兄は荷担していない」と自供した。杖殺させられ、結局、王鉷も自殺を命じられた。

## 伝記資料
- 『旧唐書』巻百五 列伝第五十五「王鉷伝」
- 『新唐書』巻百三十四 列伝第五十九「王鉷伝」
- 『資治通鑑』